# Stranger on the Third Floor
Stranger on the Third Floor este un film noir american din 1940. Regizat de Boris Ingster⁠(d) în baza unui scenariu de Frank Partos⁠(d), îi are în roluri principale pe Peter Lorre, John McGuire⁠(d), Margaret Tallichet⁠(d) și Charles Waldron⁠(d). Versiunea finală a scenariului a fost scrisă de Nathanael West⁠(d).
Stranger on the Third Floor este adesea menționat drept primul film noir al perioadei clasice (1940–1959), deși alte filme alte genului - precum Rebecca și They Drive by Night⁠(d) - au fost lansate înaintea sa. Cu toate acestea, are toate trăsăturile specifice unui astfel de film: un decor urban, scene obscure, compoziție diagonală, narator, o scenă onirică⁠(d), contraplonjeuri și un protagonist acuzat pe nedrept de crimă.

## Rezumat
Reporterul Michael Ward este martorul cheie într-un proces de crimă. În cadrul procesului, acesta declară că l-a văzut pe acuzatul Joe Briggs stând deasupra cadavrului unui bărbat într-un restaurant. Datorită mărturiei sale, Briggs este găsit vinovat și condamnat la închisoare.
După încheierea procesului, Jane, logodnica lui Ward, consideră mărturiile sale ca fiind neconvingătoare, iar acesta este în cele din urmă cuprins de îndoieli.
Într-o seară, acesta observă un străin cu o înfățișare ciudată lângă ușa apartamentului său închiriat. Îl urmărește până la ieșirea din clădire, însă îi pierde urma. Ward bănuiește că vecinul său, un bătrân pe care îl urăște, a fost ucis de acest străin, dar decide să nu îi verifice locuința. În acea noapte, Ward are un coșmar în care vecinul său este într-adevăr ucis și el devine principalul suspect.
Într-un final, temerile sale se adeveresc. Ward descoperă că bătrânul a fost ucis în același mod ca bărbatul din restaurant. Acesta anunță poliția și le menționează asemănările dintre cele două evenimente. Fiind singurul martor al ambelor crime, Ward este arestat, în timp ce Jane încearcă să-l găsească pe străinul bănuit de comiterea celor două crime.

## Distribuție
- Peter Lorre - străinul
- John McGuire - Mike Ward
- Margaret Tallichet - Jane
- Charles Waldron - procurorul
- Elisha Cook Jr. - Joe Briggs
- Charles Halton - Albert Meng
- Ethel Griffies - doamna Kane
- Cliff Clark - Martin
- Oscar O'Shea - judecătorul
- Alec Craig - avocatul apărării
- Emory Parnell - detectiv

Margaret Tallichet, care a interpretat-o pe Jane, s-a căsătorit cu regizorul William Wyler pe 23 octombrie 1938 în casa actorului Walter Huston și a continuat să facă filme, inclusiv Stranger on the Third Floor în 1940. După alte două filme, s-a retras din actorie.